# Hydrelia lineata
Hydrelia lineata là một loài bướm đêm trong họ Geometridae.